# キットソン郡 (ミネソタ州)
キットソン郡（英: Kittson County）は、アメリカ合衆国ミネソタ州の北西隅に位置する郡である。郡名はカナダ人毛皮交易業者で、鉄道の起業家ノーマン・ウルフレッド・キットソンに因んで名付けられた。2010年国勢調査での人口は4,552人であり、2000年の5,285人から13.9％減少した。郡庁所在地はハロック市（人口981人）であり、同郡で人口最大の都市でもある。郡内には唯一の天然湖であるスカル湖がある。人工湖のブロンソン湖からレイクブロンソンの市名が付けられた。
キットソン郡は公式には1879年2月25日に、ペンビナ郡（廃郡）から分離して組織化された。1894年までは現在のロゾー郡の西部も含んでいた。

## 郡名の由来
キットソン郡は、初期毛皮交易業者で、アメリカ毛皮会社のパートナーだったノーマン・ウルフレッド・キットソンに因んで名付けられた。キットソンは牛車を多く使うようにすることで毛皮交易の流通を増やした。またレッド川での蒸気船運行を始め、鉄道の開発ではジェイムズ・J・ヒルと行動を共にした。キットソンの働きが郡の開拓に重要な役割を果たした。

## 歴史
キットソン郡となった地域は昔氷河時代のアガシー湖に入っていた。この前史時代の湖については今日の郡の地形からその痕跡を読み取ることができる。アガシー湖の「マッコーリービル浜」の名残が郡東部で見つけられる。ここは砂の土壌と砂の尾根になっている。氷河とアガシー湖のその他の証拠として、郡東部から西部のレッド川近くまで、標高が約140フィート (43 m) 落ちていることである。ここにはレッド川がそれで有名になった黒い肥沃な土壌がある。1800年前に遡って人類が居たという証拠は、1930年代と1970年代の考古学調査で明らかになっており、郡東部の砂の尾根に墳墓が見つかっている。これは「ウッドランド時代」のものとされている。ローレル、アービラ、クロア・アンド・ブラックダックの複合遺跡は初期人類の遺跡だという証拠も見つかってきた。しかし、約400年前には、クリー族、アシニボイン族、スー族、オジブワ族がこの地域に住んでいた。
地域の初期探検家は毛皮交易業者だった。ノースダコタ州最古の開拓地であるペンビナはレッド川の対岸にあり、北西毛皮会社のシャルル・バティスト・シャボリエによって最初の交易拠点が造られたのが1797年のことだった。毛皮交易が拡大するにつれて、ハドソン湾会社とアメリカ毛皮会社もペンビナに交易拠点を設けた。毛皮交易業者とボエジャーはレッド川の東岸を移動し、そこがキットソン郡になった。アレクサンダー・ヘンリー・ザ・ヤンガーがペンビナに北西会社の砦を建設し、この流域で最初に試験的な農業を始めた白人だと考えられている。ペンビナにアメリカ毛皮会社の毛皮交易基地を作ったジョー・ロレット、およびノーマン・キットソンの2人はレッド川牛車道を開発し、牛車の使い道を広めた「探検家」である。毛皮や物資の輸送手段として蒸気船が新しく導入されると、牛車への需要は消失し、さらに鉄道が蒸気船に置き換わった。
ペンビナからはレッド川の対岸にあるセントビンセントの町が1857年に造られた。鉄道が建設されるという噂が広がり、開拓者は土地の権利を登記するためにペンビナから対岸に移動した。これら初期開拓者の多くは、インディアンと帰化アメリカ人の混血であるメティスだった。それから20年ほど後の1878年、セントポール・アンド・パシフィック鉄道がセントビンセントまで開通し、地域の開拓が始まった。この鉄道は郡西部まで延伸した。沿線にはドナルドソン、ケネディ、ハロック、ノースコート、ハンボルト、セントビンセントの町ができた。郡東部が開拓されるようになったのは1900年代初期になってからだった。ミネアポリス・セント・ポール・アンド・スー・セント・マリー鉄道（スー・ライン）が1904年に完成し、カールスタッド、ハルマ、ブロンソン、ランカスター、オーリンズ、ノイズの町が造られた。スカンディナヴィア人、ポーランド人、スコットランド人、アイルランド人、イングランド人、ドイツ人、フランス系カナダ人およびメティスが到来し、キットソン郡は民族の坩堝になった。
郡人口はかつて1万人を超えていたが、2006年には5千人を下回った。

## 歴史的な場所
郡内にはアメリカ合衆国国家歴史登録財に指定される場所が3か所ある。カリブー郡区にあるセントニコラス正教会、ノーウェイ郡区とパーシー郡区に跨る「レイクブロンソン遺跡」と呼ばれる墳墓群、および監視塔と幾つかの建物を含むブロンソン湖州立公園WPA（公共事業促進局）田園風歴史資源である。ブロンソン湖州立公園は塔、開拓者墓地およびWPAキャンプのある案内付き場所でもある。

## 都市名
- ハロック市は雑誌「森林と水流」の創刊者であるチャールズ・ハロックに因んで名付けられた。ハロックは初期の町の区画を購入して、旅人とスポーツマンのためにホテル・ハロックを建設した熱心なスポーツマンだった。まちはこの場所を中心に建設された。
- ドナルドソン市は南北戦争の士官だったヒュー・ドナルドソン大尉に因んで名付けられた。ドナルドソンは1878年にこの地域に入り、地域社会の著名人になった。
- ハンボルト市はドイツの科学者アレクサンダー・フォン・フンボルトに因んで名付けられた。
- カールスタッド市はスウェーデンからの移民カール・オーガスト・カールソンに因んで名付けられた。カールソンはスーラインがその敷地を通ることを認めた。またスウェーデンのカールスタードからも市名が来ている。
- ケネディ市は、スコットランド生まれでジェイムズ・J・ヒルズの事業に関わりがあったジョン・スワート・ケネディに因んで名付けられた。
- ブロンソン市は、地域最初の開拓者ガイルズ・ブロンソンとマーガレット・ブロンソンに因んで名付けられた。1930年代後半にダムが建設され、その敷地が湖に沈んだあとはブロンソン湖になった。
- ランカスター市はスーラインの役人でイングランドのランカシャーから来たと考えられる人物に因んで名付けられた。
- ノースコート市は、イギリスの政治家で、ジェイムズ・J・ヒルズの事業に財政的に関わった金融家ヘンリー・スタッフォード・ノースコートに因んで名付けられた。
- ノイズ市は、アメリカ合衆国・カナダ国境の港で税関の初代収税官補を勤めたJ・A・ノイズに因んで名付けられた。
- セントビンセント市は、フランスで伝道所と病院を設立した聖ヴァンサン・ド・ポールに因んで名付けられた。

## 地理
アメリカ合衆国国勢調査局に拠れば、郡域全面積は1,103.51平方マイル (2,858.1 km2)であり、このうち陸地1,097.08平方マイル (2,841.4 km2)、水域は6.43平方マイル (16.7 km2)で水域率は0.58％である。

### 主要高規格道路
| - アメリカ国道59号線 - アメリカ国道75号線 - ミネソタ州道11号線 - ミネソタ州道171号線 | - ミネソタ州道175号線 - ミネソタ州道220号線 |

### 隣接する郡など
- カナダ、マニトバ州、エマーソン町 - 北
- カナダ、マニトバ州、フランクリン - 北
- カナダ、マニトバ州、スチュアートバーン - 北
- ロゾー郡 - 東
- マーシャル郡 - 南
- ウォルシュ郡 (ノースダコタ州) - 南西
- ペンビナ郡 (ノースダコタ州) - 西

## 人口動態

2000人口ピラミッド

以下は2000年国勢調査による人口統計データである。
| 基礎データ - 人口: 5,285人 - 世帯数: 2,167 世帯 - 家族数: 1,447 家族 - 人口密度: 2人/km2（5人/mi2） - 住居数: 2,719軒 - 住居密度: 1軒/km2（2軒/mi2） 人種別人口構成 - 白人: 98.09% - アフリカン・アメリカン: 0.15% - ネイティブ・アメリカン: 0.26% - アジア人: 0.25% - その他の人種: 0.38% - 混血: 0.87% - ヒスパニック・ラテン系: 1.27% 先祖による構成 - ノルウェー系：30.1％ - スウェーデン系：25.7％ - スウェーデン語を話す人の比率は国内最高である - ドイツ系：13.7％ - ポーランド系：6.6％ 年齢別人口構成 - 18歳未満: 25.1% - 18-24歳: 5.5% - 25-44歳: 23.7% - 45-64歳: 24.2% - 65歳以上: 21.6% - 年齢の中央値: 42歳 - 性比（女性100人あたり男性の人口） - 総人口: 98.4 - 18歳以上: 98.6 | 世帯と家族（対世帯数） - 18歳未満の子供がいる: 29.2% - 結婚・同居している夫婦: 57.4% - 未婚・離婚・死別女性が世帯主: 6.0% - 非家族世帯: 33.2% - 単身世帯: 30.5% - 65歳以上の老人1人暮らし: 16.3% - 平均構成人数 - 世帯: 2.37人 - 家族: 2.96人 収入と家計 - 収入の中央値 - 世帯: 32,515米ドル - 家族: 40,072米ドル - 性別 - 男性: 30,240米ドル - 女性: 21,320米ドル - 人口1人あたり収入: 16,525米ドル - 貧困線以下 - 対人口: 10.2% - 対家族数: 8.0% - 18歳未満: 11.3% - 65歳以上: 10.4% |

## 都市と郡区
| 都市 | 郡区 | 郡区 | 未組織の町                          | 未編入の町                 |
| --- | --- | --- | ----------------------------------- | -------------------------- |
| - ハロック - 郡庁所在地 - ドナルドソン - ハルマ - ハンボルト - カールスタッド - ケネディ - レイクブロンソン - ランカスター - セントビンセント | - アーブソン - キャノン - カリブー - クロウ - デイビス - ディアウッド - グランビル - ハロック - ハンプデン - ヘイゼルトン - ヒル - ジュピター - ノースレッドリバー - ノーウェイ | - ペラン - パーシー - ポップルトン - リチャードビル - セントジョセフ - セントビンセント - スケイン - サウスレッドリバー - スプリングブルック - スベア - テグナー - テイエン - トンプソン | - イーストキットソン - マッキンリー | - ペラン - ロビン - ノイズ |